# Коктау (Аркалицька міська адміністрація)
Кокта́у (каз. Көктау) — село у складі Аркалицької міської адміністрації Костанайської області Казахстану. Адміністративний центр та Єдиний населений пункт Коктауського сільського округу.
Населення — 192 особи (2021; 272 у 2009, 559 у 1999, 1107 у 1989).